# Matchepo Ramakoae
Matchepo Molise Ramakoae ou 'Matšepo Molise Ramakoae, née le 3 mars 1954 à Morija au Lesotho, est une femme politique lésothienne.
Elle est élue députée de la circonscription no 45 de Matsieng, et nommée ministre déléguée des Finances de 2012 à 2015. Candidate en 2020 au poste de Premier ministre, elle est écartée mais devient ministre des Affaires étrangères et des Relations internationales de mai 2020 à octobre 2022.

## Biographie

### Jeunesse et formation
Matchepo Molise naît le 3 mars 1954 à Morija, à 35 kilomètres au sud de Maseru. Elle est la deuxième des neuf enfants de James Koko Molise et de Mamolise Molise. Son père est mineur en Afrique du Sud, pendant que sa mère est employée de maison des missionnaires français. Matchepo Molise effectue sa scolarité au lycée du Lesotho à Maseru. Peu de temps après avoir terminé ses études, elle se marie.

### Débuts professionnels et études en parallèle
Matchepo Molise Ramakoae commence sa carrière professionnelle comme fonctionnaire. Elle obtient un diplôme en comptabilité puis fréquente l'Université nationale du Lesotho, dont elle obtient un Bachelor of Commerce en 1981. Elle devient alors employée au cabinet du Premier ministre. Parallèlement, elle suit des cours de management au Royaume-Uni et en Suède. Elle obtient en 1991 une maîtrise en analyse politique aux Pays-Bas. À cette époque, elle se sépare de son mari.
À son retour des Pays-Bas, elle est nommée au bureau du vérificateur général où elle a travaille dans le département d'audit de performance. Elle passe en 1999 au nouveau ministère de la Défense, où elle est secrétaire principale. Elle est la première femme à travailler dans le département, et est principalement responsable du budget.

### Carrière politique
Matchepo Ramakoae rejoint en 2006 à sa fondation la Convention de tous les Basotho (All Basotho Convention, ABC). Elle quitte la fonction publique et se présente comme candidate de l'ABC dans la circonscription de Matsieng aux élections législatives de 2007. Elle perd contre le candidat du Congrès pour la démocratie du Lesotho. Elle travaille alors comme agricultrice et dirige un service de restauration. Politiquement, elle reste active au niveau local de l'ABC.
Elle se présente de nouveau eux élections législatives de 2012, dans la circonscription de Matsieng. Cette fois, elle remporte l'élection et prête serment comme députée. Le Premier ministre Tom Thabane la nomme ministre déléguée des Finances dans son premier gouvernement. Le gouvernement de coalition est dissous en 2015 et est rejeté lors des élections générales qui suivent. Elle perd alors sa réélection comme députée, mais reconquiert sa circonscription aux élections générales de 2017. Elle est choisie pour diriger la commission parlementaire chargée des questions féminines.
Début 2020, le Premier ministre Tom Thabane démissionne en raison de son implication présumée dans le meurtre de son ex-épouse. Matchepo Ramakoae se présente alors au poste de Premier ministre et sa candidature est jugé très sérieuse, mais elle n'est finalement pas choisie car son parti préfère un homme, le ministre des Finances Moeketsi Majoro, pour succéder à Thabane,. Moeketsi Majoro prête serment le 20 mai et nomme Matchepo Ramakoae ministre des Affaires étrangères et des Relations internationales  dans son gouvernement. Elle prend ses fonctions le 21 mai. Matchepo Ramakoae est la première femme à occuper cette fonction gouvernementale.